# Орбу, Геннадий Григорьевич
Геннадий Григорьевич Орбу (укр. Геннадій Григорович Орбу; род. 23 июля 1970, Макеевка, Донецкая область) — украинский футболист, полузащитник, тренер.

## Биография

### Клубная
Воспитанник ФК «Кировец» Макеевка. Первый тренер — И. Ф. Скребец. Выступал на позиции флангового полузащитника. Спортивное звание: Мастер спорта Украины с 1994 года.
В профессиональный футбол начал играть в клубе второй лиги украинского чемпионата «Бажановец» из Макеевки.
После удачно проведённого сезона был приглашен Валерием Яремченко в команду «Шахтёр» из Донецка. Провёл в команде 4 сезона. За это время становился серебряным призёром украинского чемпионата сезона 1993/94 и обладателем Кубка Украины 1995 и 1997 годов. Кроме того, стал автором 200-го гола «Шахтёра» в чемпионатах Украины. Это произошло 11 августа 1995 года в матче с командой «Кремень» из Кременчуга.
В 1996 году по приглашению Виктора Прокопенко перешёл в команду высшей лиги чемпионата России «Ротор» из Волгограда. В первый же сезон стал бронзовым призёром российского чемпионата.
В 1997 году на пост главного тренера «Шахтёра» вернулся Валерий Яремченко, который предложил Геннадию вернуться. За время, проведённое в команде, два раза становился серебряным призёром чемпионата Украины.
16 июля 2000 года в перерыве матча с киевским ЦСКА произошла ссора между Орбу и Прокопенко, после чего Геннадий был выставлен на трансфер.
С августа по октябрь 2000 года выступал за «Ворсклу» из Полтавы. Провёл 3 матча. Забил 1 гол — со штрафного в матче с киевским «Динамо».
В январе 2001 года подписал контракт с клубом высшей лиги чемпионата России «Сокол» из Саратова. С приходом Леонида Ткаченко покинул команду. Вскоре завершил карьеру.
В 2003 году стал тренером-селекционером в «Шахтёре», затем работал тренером академии и молодёжной команды клуба, также входил в тренерский штаб «Ильичёвца». В июне 2013 года Орбу назначен старшим тренером молодёжной команды ФК «Севастополь».
27 ноября 2013 года ФК «Севастополь» и Геннадий Орбу прервали свои трудовые отношения по взаимному согласию сторон.
С июня по август 2014 года возглавлял «Даугаву» из Даугавпилса.

### Сборная Украины
За сборную выступал в период с 1994 по 1997 год. Провёл за сборную 17 матчей. Первая игра — 13 ноября 1994 года, матч отборочного цикла чемпионата Европы 1996 года против сборной Эстонии. Последняя — 7 мая 1997 года, матч отборочного этапа чемпионата мира 1998 года против сборной Армении.

## Достижения
- Серебряный призёр чемпионата Украины (3): 1993/94, 1997/98, 1998/99 годов.
- Обладатель Кубка Украины (2): 1994/95, 1996/97 годов.
- Бронзовый призёр чемпионата России: 1996 года.
- Включался в список 33-х лучших футболистов Украины (2): № 2 — 1997, 1998 годах.

## Статистика выступлений
| Клуб             | Сезон            | Чемпионат | Чемпионат | Кубок | Кубок | Еврокубки | Еврокубки | Всего | Всего |
| Клуб             | Сезон            | Игры      | Голы      | Игры  | Голы  | Игры      | Голы      | Игры  | Голы  |
| ---------------- | ---------------- | --------- | --------- | ----- | ----- | --------- | --------- | ----- | ----- |
| Бажановец        | 1992             | 14        | 5         | -     | -     | -         | -         | 14    | 1     |
| Бажановец        | 1992/93          | 6         | 2         | 1     | 0     | -         | -         | 7     | 2     |
| Шахтёр           | 1992/93          | 18        | 0         | 1     | 0     | -         | -         | 19    | 0     |
| Шахтёр           | 1993/94          | 32        | 2         | 4     | 1     | -         | -         | 36    | 3     |
| Шахтёр           | 1994/95          | 30        | 3         | 8     | 0     | 2         | 1         | 40    | 4     |
| Шахтёр           | 1995/96          | 27        | 7         | 4     | 0     | 4         | 2         | 35    | 9     |
| Ротор            | 1996             | 20        | 2         | -     | -     | 7         | 1         | 27    | 3     |
| Ротор            | 1997             | 1         | 0         | -     | -     | -         | -         | 1     | 0     |
| Шахтёр           | 1996/97          | 13        | 6         | 1     | 0     | -         | -         | 14    | 6     |
| Шахтёр           | 1997/98          | 29        | 9         | 4     | 1     | 6         | 1         | 39    | 11    |
| Шахтёр           | 1998/99          | 20        | 5         | 2     | 0     | 4         | 2         | 26    | 7     |
| Шахтёр           | 1999/2000        | 22        | 7         | 2     | 1     | 3         | 0         | 27    | 8     |
| Шахтёр           | 2000/01          | 2         | 0         | -     | -     | -         | -         | 2     | 0     |
| Ворскла          | 2000/01          | 3         | 1         | -     | -     | 2         | 0         | 5     | 1     |
| Сокол            | 2001             | 26        | 2         | 2     | 0     | -         | -         | 28    | 2     |
| Сокол            | 2002             | 11        | 0         | 2     | 0     | -         | -         | 13    | 0     |
| Всего за Шахтёр  | Всего за Шахтёр  | 193       | 39        | 26    | 3     | 19        | 6         | 238   | 48    |
| Всего за карьеру | Всего за карьеру | 274       | 51        | 31    | 3     | 28        | 7         | 333   | 62    |